# Flunarizina
La flunarizina es un medicamento que pertenece al grupo farmacológico de los bloqueadores de canales del calcio. Se emplea principalmente para el tratamiento del vértigo y como medicación preventiva para evitar la aparición de las crisis de migraña
. Se presenta en forma de comprimidos de 5 mg. 

## Efectos secundarios
Entre sus efectos secundarios se encuentran temblor, parkinsonismo y galactorrea.

## Efectos secundarios y contraindicaciones
La flunarizina puede provocar algunos efectos secundarios, entre los que se incluyen aumento de peso, signos extrapiramidales, somnolencia y depresión. Está contraindicada en hipotensión, insuficiencia cardíaca y arritmias, así como en pacientes con depresión, constipación severa o trastornos extrapiramidales.